# Theo Schumann
Theo Schumann (* 24. Juli 1928 (nach anderen Angaben 24. Juli 1935) in Altenberg (Erzgebirge); † 21. Juli 1990) war  Jazz- und Tanzmusiker (Piano, Saxophon) und Bandleader in der DDR.

## Leben
Sein Vater Otto Schumann war Schneidermeister, er prägte die musikalische Entwicklung seines Sohnes Theodor. Er sorgte dafür, dass Schumann täglich sechs bis sieben Stunden übte. Nach Abschluss der 8. Klasse bewarb er sich beim Dresdner Konservatorium, wo er das Studium in Klarinette und Klavier absolvierte. Nach dem Kriegsende spielte er in verschiedenen Tanzmusikorchestern mit. 1956 gründete er sein erstes Jazzquintett. 
Nach dem Studium der Klassischen Musik an der Hochschule für Musik Carl Maria von Weber Dresden (Fächer: Dirigieren, Komposition, Klavier und Klarinette) gründete Schumann 1957 die Theo-Schumann-Jazz-Formation, war ab 1958 Bandleader mehrerer Jazzbands und komponierte zahlreiche Stücke.

### Die Theo-Schumann-Jazz-Formation
Die Formation spielte etwa im Dresdner Parkhotel, in dem jeden Montag Jazzkonzerte liefen. Sie war in der Jazzszene sehr bekannt und gab auch Gastspiele in West-Berlin. Sie brachte zwei Schallplatten heraus. 
Besetzung

Theo Schumann: Hammond-Orgel, E-Piano, Piano, Leiter; Jochen Kittan: Bass; Frank-Endrik Moll: Schlagzeug, Perkussion; Konrad Körner: Tenorsaxophon, Querflöte; Hubert Katzenbeier: E-Violine, Posaune

### Theo Schumann Combo
Von 1961 bis Mitte der 1970er Jahre leitete Schumann die Theo Schumann Combo, die sowohl selbstkomponierte Stücke – meist instrumentale Tanzmusik – als auch Coverversionen westlicher Musikstücke (wie Satisfaction von den Rolling Stones) spielte.
Mit der Theo Schumann Combo erfolgte eine Hinwendung Schumanns zu kommerzieller Popmusik. Innerhalb der DDR erlangte er große Popularität, seine Stücke wurden oft im Rundfunk gespielt.

### Privates
Seine Ehe mit Brigitte Schumann brachte zwei Kinder hervor. Aus einer weiteren Beziehung stammen zwei weitere Kinder.

## Diskographie

### Jazz
- Single Theo Schumann Combo (1964, Amiga, enthält die von Theo Schumann komponierten Jazz-Stücke Erikson, Belgier und Karawane sowie All the Things You Are, eine Komposition von Jerome Kern)
- LP Theo Schumann  (1981, Amiga, enthält mit Ausnahme von Billy’s Bounce von Charlie Parker nur Eigenkompositionen Schumanns)

### Tanzmusik
siehe Theo Schumann Combo